# Club Deportivo Atlético Balboa
Maillots
Le Club Deportivo Atlético Balboa est un club de football salvadorien basé à La Unión, fondé en 1950.

## Historique
Le club est fondé en 1950. 
Il remporte la Copa Presidente en 2006.

## Palmarès
- Championnat du Salvador de D2 (2)
  - Champion : 2000, 2008

- Copa Presidente (1)
  - Vainqueur : 2006